# Championnats du monde de relais mixte de biathlon 2010
Navigation
Pyeongchang 2009 Khanty-Mansiïsk 2011
Les Championnats du monde de biathlon 2010 se tiennent le 28 mars 2010 à Khanty-Mansiïsk en Russie. Seule l'épreuve de relais mixte a lieu en raison des Jeux olympiques d'hiver de 2010. Elle se déroule durant la dernière épreuve de coupe du monde. C'est la deuxième et dernière fois après 2006 à Pokljuka que seul le relais mixte est couru aux Championnats du monde.
L'épreuve de relais mixte se déroule par équipes de 4 biathlètes, 2 femmes puis 2 hommes. 18 équipes concourent pour ces championnats du monde.
L'équipe d'Allemagne remporte l'épreuve devant la Norvège et la Suède.

## Les podiums
| Épreuves                     | Or                                                                    | Argent                                                                            | Bronze                                                                        |
| ---------------------------- | --------------------------------------------------------------------- | --------------------------------------------------------------------------------- | ----------------------------------------------------------------------------- |
| Relais 2 × 6 km + 2 × 7,5 km | Allemagne Simone Hauswald Magdalena Neuner Simon Schempp Arnd Peiffer | Norvège Ann Kristin Flatland Tora Berger Emil Hegle Svendsen Ole Einar Bjørndalen | Suède Helena Jonsson Anna Carin Olofsson-Zidek Björn Ferry Carl-Johan Bergman |

## Le tableau des médailles
| Médailles | Pays      | Or | Argent | Bronze | Ensemble |
| --------- | --------- | -- | ------ | ------ | -------- |
| 1         | Allemagne | 1  | 0      | 0      | 1        |
| 2         | Norvège   | 0  | 1      | 0      | 1        |
| 3         | Suède     | 0  | 0      | 1      | 1        |

## Le classement détaillé
| Rang | Pays        | Composition de l'équipe                                                   | Écart     | Tirs manqués    |
| ---- | ----------- | ------------------------------------------------------------------------- | --------- | --------------- |
| 1    | Allemagne   | Simone Hauswald Magdalena Neuner Simon Schempp Arnd Peiffer               | 1:18:17,4 | 0+3 0+1 0+0 0+2 |
| 2    | Norvège     | Ann Kristin Flatland Tora Berger Emil Hegle Svendsen Ole Einar Bjørndalen | +1:24,0   | 0+1 0+3 0+0 0+2 |
| 3    | Suède       | Helena Jonsson Anna Carin Olofsson-Zidek Björn Ferry Carl Johan Bergman   | +1:30,8   | 0+5 0+3 0+2 0+1 |
| 4    | Russie      | Yana Romanova Olga Zaïtseva Maxim Tchoudov Ivan Tcherezov                 | +1:42,1   | 0+1 1+3 0+5 0+0 |
| 5    | France      | Marie-Laure Brunet Sandrine Bailly Simon Fourcade Martin Fourcade         | +2:08,2   | 0+2 0+4 0+1 0+2 |
| 6    | Ukraine     | Oksana Khvostenko Vita Semerenko Sergey Sednev Andriy Deryzemlya          | +2:24,3   | 0+0 0+4 0+2 0+4 |
| 7    | Tchéquie    | Gabriela Soukalová Barbora Tomešová Michal Šlesingr Jaroslav Soukup       | +2:39,4   | 0+2 0+1 0+2 0+5 |
| 8    | Italie      | Katja Haller Karin Oberhofer Lukas Hofer Christian De Lorenzi             | +2:41,0   | 0+1 0+2 0+4 0+1 |
| 9    | Biélorussie | Liudmila Kalinchik Darya Domracheva Sergeï Novikov Rustam Valiullin       | +3:33,0   | 0+1 0+2 1+4     |
| 10   | Slovénie    | Dijana Grudiček-Ravnikar Teja Gregorin Janez Marič Klemen Bauer           | +4:23,7   | 0+2 0+3 0+4 3+6 |
| 11   | Kazakhstan  | Anna Lebedeva Marina Lebedeva Yan Savitskiy Sergey Naumik                 | +4:55,5   | 0+3 0+2 0+5     |
| 12   | Canada      | Megan Tandy Zina Kocher Jean-Philippe Leguellec Brendan Green             | +5:39,4   | 0+3 1+3 1+4 0+1 |
| 13   | Suisse      | Selina Gasparin Elisa Gasparin Benjamin Weger Thomas Frei                 | + 6:31,9  | 1+3 0+4 0+2 0+3 |
| 14   | Slovaquie   | Jana Gereková Anastasia Kuzmina Pavol Hurajt Dušan Šimočko                | +6:36,6   | 1+4 1+3 0+4 1+4 |
| 15   | Pologne     | Agnieszka Cyl Weronika Nowakowska Sebastian Witek Łukasz Witek            | +6:47,1   | 0+1 0+0 0+4 1+5 |
| 16   | Bulgarie    | Nina Klenovska Emilia Yordanova Krasimir Anev Michail Kletcherov          | +7:17,3   | 1+4 0+5 0+4 0+2 |
| 17   | Estonie     | Kadri Lehtla Eveli Saue Daniil Steptšenko Priit Viks                      | +8:07,3   | 0+2 1+3 1+4 1+5 |
| 18   | Finlande    | Mari Laukkanen Kaisa Mäkäräinen Sami Orpana Marko Juhani Mänttäri         | +8:59,4   | 0+3 0+2 1+4 0+2 |